# Кулига (Урицкий район)
Кулига — деревня в Урицком районе Орловской области России.
Входит в состав Котовского сельского поселения.

## География
Расположена по обеим берегам реки Орлик и граничит на востоке с деревней Котово. Просёлочная дорога соединяет Кулигу с автодорогой, выходящей на автотрассу Р-120.
В деревне имеется одна улица — Кулига.

## Население
| 2010 |
| ---- |
| 1    |